# Женщина на войне
«Женщина на войне» (исл. Kona fer í stríð) — фильм совместного производства Украины, Франции и Исландии, вышедший на экраны в 2018 году. Режиссёр — Бенедикт Эрлингссон.
Фильм участвовал в конкурсной программе «Неделя критики» в рамках Каннского кинофестиваля и получил награду Консорциума писателей и композиторов (SACD).
Также был выбран в качестве фильма-открытия 9-го Одесского международного кинофестиваля, который проходил с 14 по 21 июля 2018 года в Одессе. Также он получил кинопремию Европейского парламента LUX Prize

## Сюжет
Халла — дирижёр хора, ведет тайную жизнь страстной защитницы экологии, организуя отключения электричества, чтобы воспрепятствовать работе алюминиевого завода Rio Tinto в исландском нагорье. Она уходит от полицейских вертолётов и прячется на ферме, пока полиция раз за разом задерживает ни в чём не замешанного испаноязычного туриста. Хозяин фермы, Свейнбьорн, обнаруживает Халлу и помогает ей скрыться, но со временем полицейские начинают использовать всё более и более сложную аппаратуру, тогда как Халла задумывает подорвать линии электропередач, чтобы завод остановился на более долгое время. Ей помогает Балдвин, один из певцов хора, работающий в министерстве, однако опасность его вскоре отпугивает.
Однажды Халла получает письмо с одобрением на усыновление маленькой девочки из Украины, ответ на её запрос, сделанный многие года назад. Халла сообщает своей сестре-близнецу Аусе, что её запрос удовлетворён, но Ауса огорошивает сестру сообщением о том, что её духовные поиски ведут её в ашрам, где она будет держать двухлетний обет молчания. Халла в смятении не может решить, стоит ли ей выполнять свой план дальше, но продолжает портить линии электропередач и разбрасывает по городу листовки, обвиняющие правительство в потворстве глобальному потеплению. Компания Rio Tinto и государство начинают пропагандистскую кампанию против «Женщины с гор», и Халла к собственному неудовольствию обнаруживает, что многие её знакомые не согласны с её действиями.
Полиция находит на месте одного из упавших столбов каплю крови Халлы и начинает обязательное ДНК-тестирование в аэропорту Рейкьявика. Это происходит как раз в тот момент, когда Халла должна лететь за своей приёмной дочерью. Полиция задерживает Халлу и сажает её в тюрьму. Ауса приходит к Халле на свидание и, организовав с помощью Свейнбьорна подрыв столба электропередач, в суматохе меняется с сестрой одеждой. Теперь Халла может лететь за дочерью, пока Ауса будет заниматься духовным самосовершенствованием в одиночной камере.
Фильм оканчивается кадрами того, как украинский автобус, в котором едут Халла и её дочь, останавливается и высаживает их: дальше нет дороги, её залила разлившаяся река.

## Критика
Фильм получил положительные отзывы от кинокритиков. В частности, ведущий кинематографический обозреватель и рецензент газеты «The Guardian» Питер Брэдшоу похвалил режиссёра и назвал картину «отзывчивой работой и хорошо продуманной».
Фильм также получил положительные отзывы и от украинских кинокритиков.

## Награды и номинации
| Список наград и номинаций               | Список наград и номинаций | Список наград и номинаций                                | Список наград и номинаций | Список наград и номинаций | Список наград и номинаций |
| Кинофестиваль/Кинопремия                | Год                       | Категория                                                | Номинант(ы)               | Результат                 |                           |
| --------------------------------------- | ------------------------- | -------------------------------------------------------- | ------------------------- | ------------------------- | ------------------------- |
| Каннский кинофестиваль                  | 2018                      | Гран-при «Неделя критики»                                | Женщина на войне          | Номинация                 |                           |
| Каннский кинофестиваль                  | 2018                      | Премия SACD                                              | Женщина на войне          | Победа                    |                           |
| Каннский кинофестиваль                  | 2018                      | Приз «Золотые рельсы» (Rail d’Or)                        | Женщина на войне          | Победа                    | [ 14 ]                    |
| Международный кинофестиваль в Мельбурне | 2018                      | Приз зрительских симпатий за лучший художественный фильм | Женщина на войне          | Номинация                 |                           |
| LUX Prize                               | 14.11.                    | Лучший фильм                                             | Женщина на войне          | Победа                    | [ 15 ]                    |
| Кинопремия Северного совета             | 1.11.                     | Лучший фильм                                             | Женщина на войне          | Победа                    | [ 16 ]                    |